# Carretera de Nebraska 18
La Carretera de Nebraska 18 (en inglés: Nebraska Highway 18) y abreviada NE 18, con una longitud de 39,06 millas (62,9 km), es una carretera estatal de sentido oeste-este ubicada en el estado estadounidense de Nebraska. La Carretera de Nebraska 18 se inicia en su extremo oriental en la intersección con U.S. Route 283 al sur de Elwood. La parte oriental de la carretera es un camino de grava.

## Cruces
Los principales cruces de la Carretera de Nebraska 18 son las siguientes:
| Condado  | Ubicación | Millas | Cruces             | Notas          |
| -------- | --------- | ------ | ------------------ | -------------- |
| Frontier | Curtis    | 0.00   | NE 23 (2nd Street) | Terminal oeste |
| Gosper   |           | 39.06  | US 283             | Terminal este  |